# Changan Alsvin
Changan Alsvin – samochód osobowy klasy subkompaktowej produkowany pod chińską marką Changan od 2009 roku. Od 2018 roku produkowana jest trzecia generacja modelu.

## Pierwsza generacja

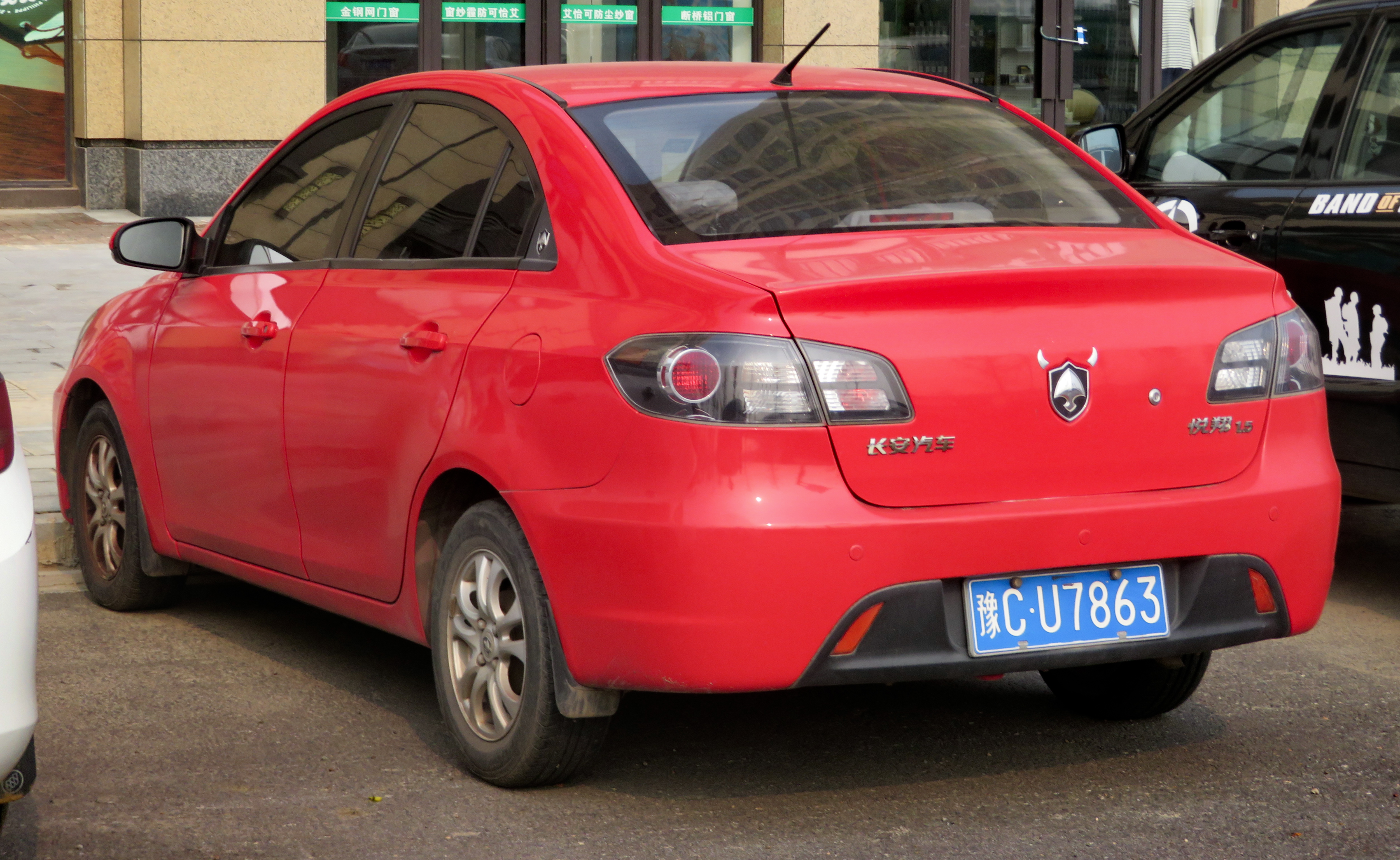
Changan Alsvin I - tył

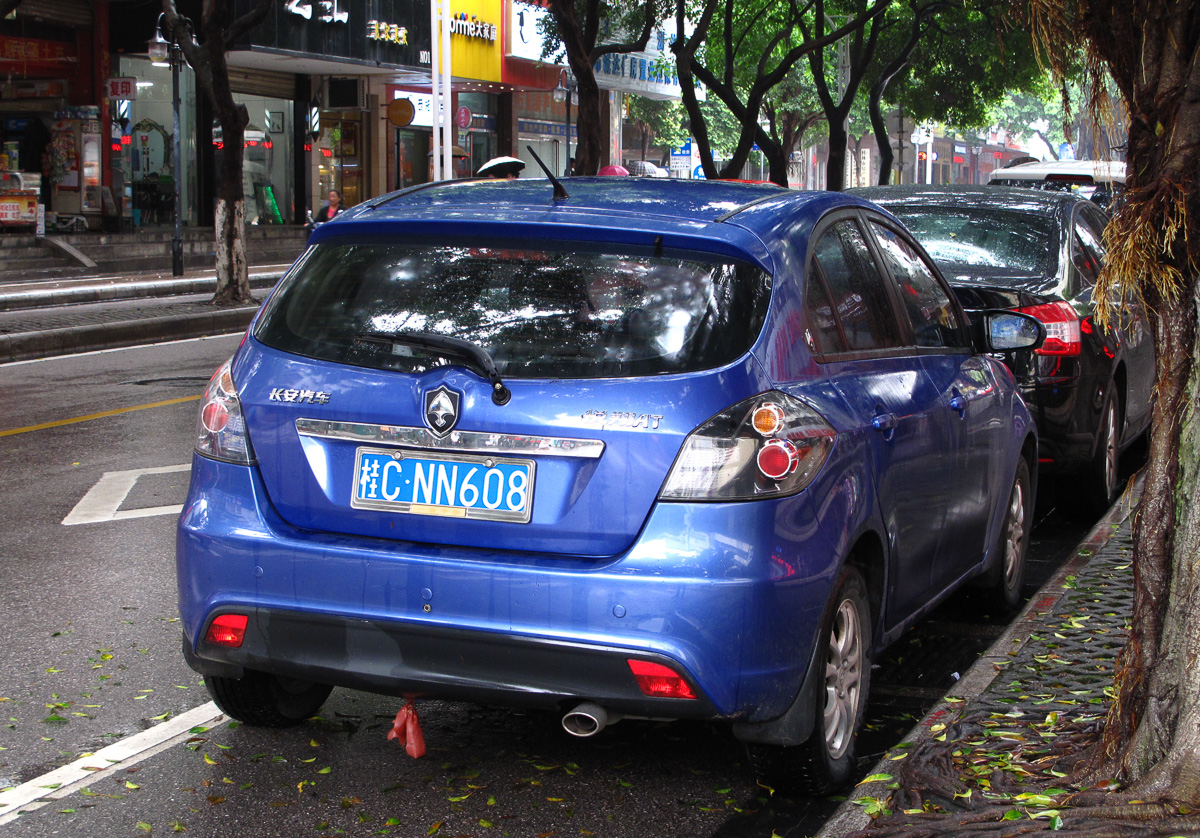
Changan Alsvin I Hatchback

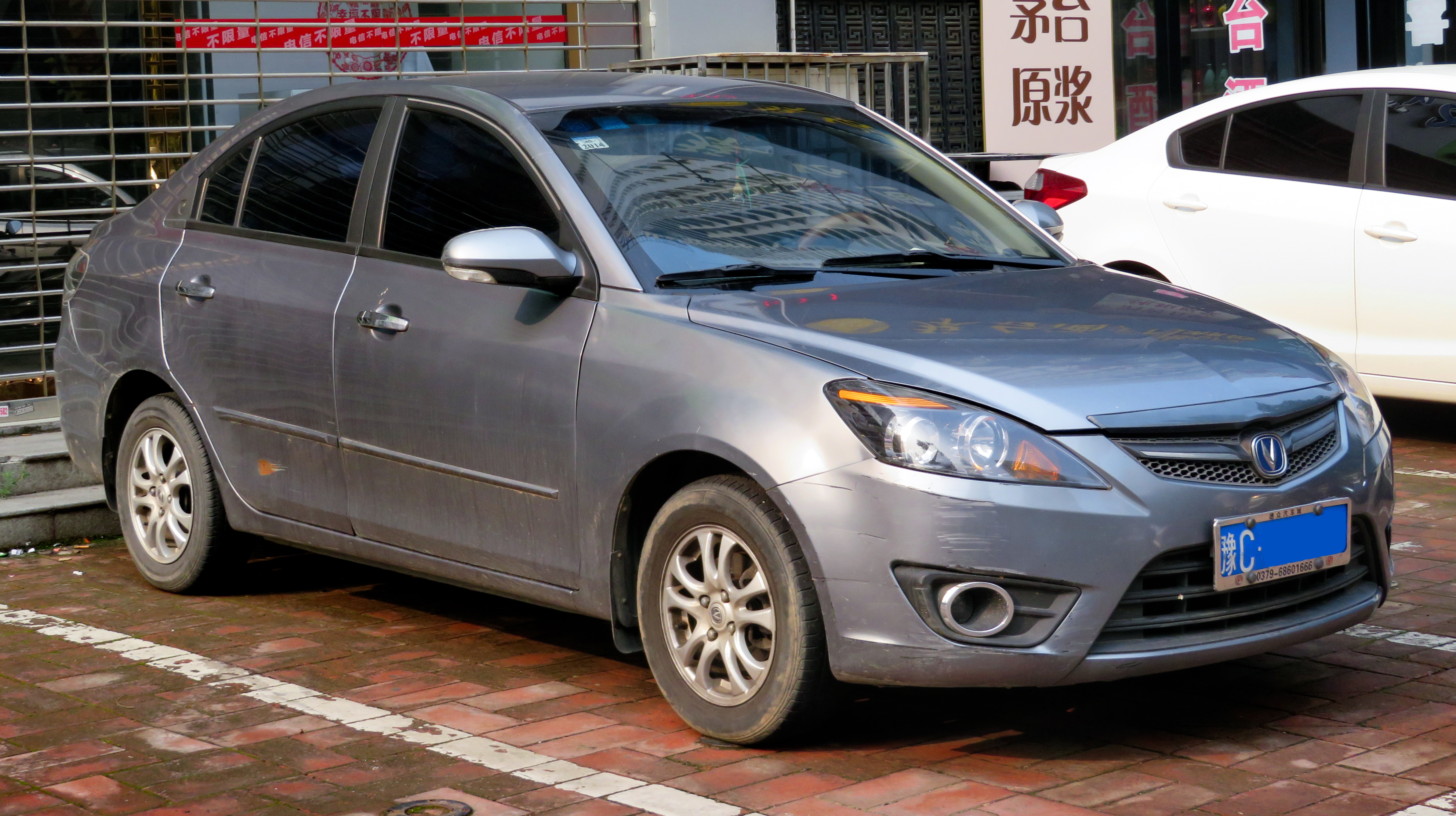
Changan Alsvin I po liftingu

Changan Alsvin I został zaprezentowany po raz pierwszy w 2009 roku.
W kwietniu 2008 podczas Beijing Auto Show zaprezentowany został prototyp Changan V101 Concept zwiastujący nowy, tani subkompaktowy samochód chińskiej marki. W ciągu kolejnego roku do produkcji trafił seryjny model wyrózniający się obłą sylwetką bogatą w ostro zarysowane reflektory i łagodnie zarysowaną sylwektą. Równolegle zadebiutował nie tylko 4-drzwiowy sedan, ale i 5-drzwiowy hatchback.
Do napędu pierwszej generacji Alsvina wykorzystano benzynową jednostkę konstrukcji Mitsubishi, 1,5-litrowy wolnossący czterocylindrowy silnik o mocy 97 KM współpracujący z 5-biegową manualną skrzynią biegów. Ponadto producent przewidział także 4-stopniową przekładnię automatyczną, w wyposażeniu standardowym uwzględniając dwie poduszki powietrzne, a także system ABS i EDB.

### Lifting
W ostatnim roku produkcji, w lutym 2012, Changan Alsvin pierwszej generacji przeszedł restylizację nadwozia. Przemodelowano głównie przedni zderzak, a także zmodyfikowano wypełnienie atrapy chłodnicy oraz przemodelowano reflektory.

### Silnik
- R4 1.5l 97 KM

## Druga generacja

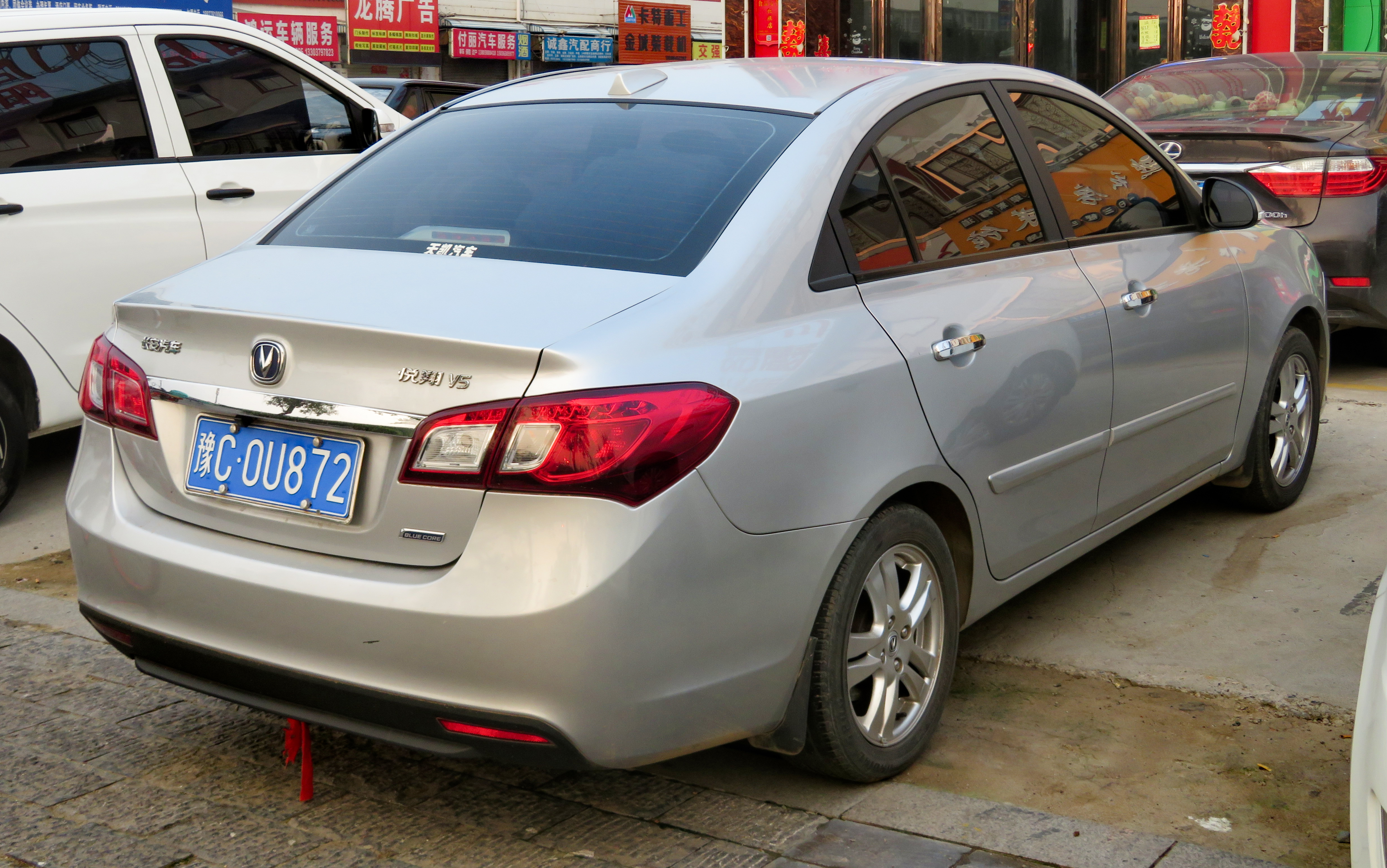
Changan Alsvin V5 - tył

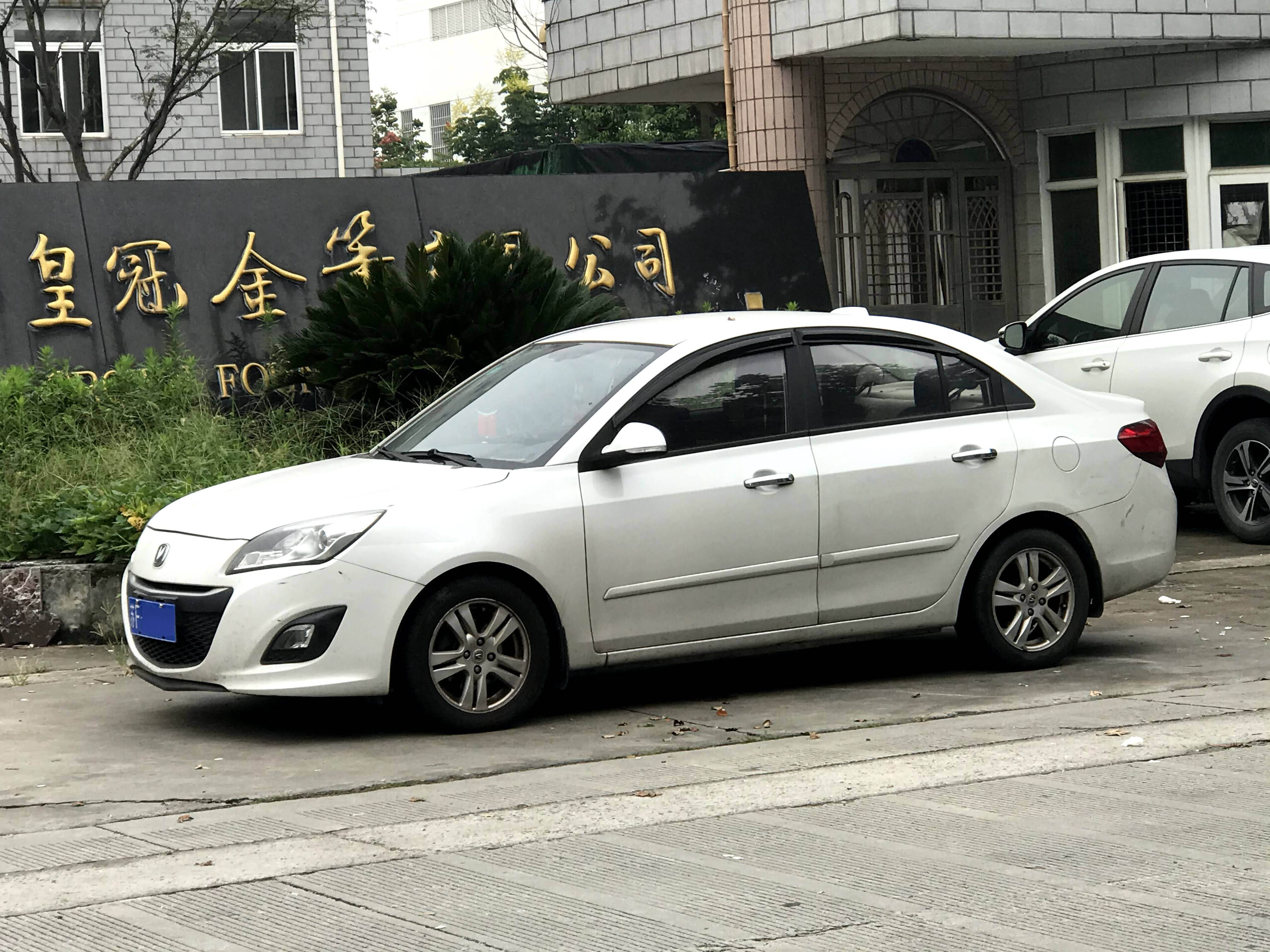
Changan Alsvin V5 - sylwetka

Changan Alsvin V5 został zaprezentowany po raz pierwszy w 2012 roku.
Po 3 latach produkcji pierwszej generacji Alsvina, Changan zdecydował się całkowicie zrewidować swoją koncepcję subkompaktowego modelu i zbudował trzy zupełnie nowe modele tworzące serię Alsvin V. Środkowym, najbliższym wymiarom dotychczas oferowanej generacji, został Alsvin V5. Samochód zyskał na wymiarach zewnętrznych, zyskując masywniejszą i ostrzej zarysowaną sylwetkę. Pas przedni zyskał charakterystyczny, strzelisty grill w stylu ówczesnych modeli Mazdy.
Do napędu Alsvina V5 wykorzystany został jeden, czterocylindrowy silnik benzynowy o pojemności 1,5 litra i mocy 114 KM. Podobnie jak w przypadku poprzednika, połączono go z 5-stopniową przekładnią manulaną lub 4-stopniową automatyczną.

### Sprzedaż
Changan Alsvin V5 oferowany i produkowany był wyłącznie z ograniczeniem do lokalnego rynku chińskiego jako środkowy z trzech subkompaktowych sedanów z linii Alsvin. Debiut rynkowy miał miejsce w październiku 2012.

### Silnik
- R4 1.4l 112 KM

## Trzecia generacja

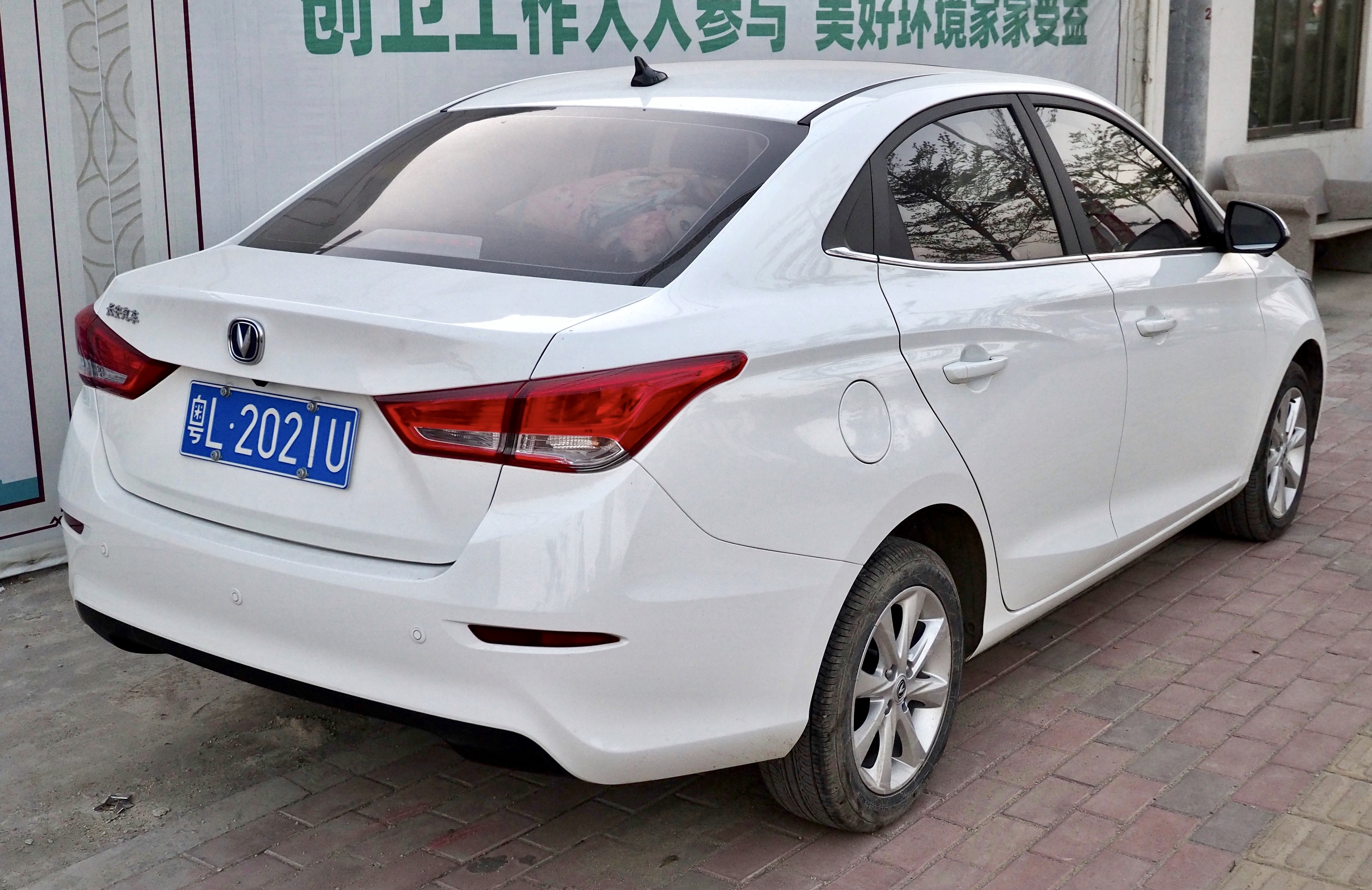
Changan Alsvin III - tył

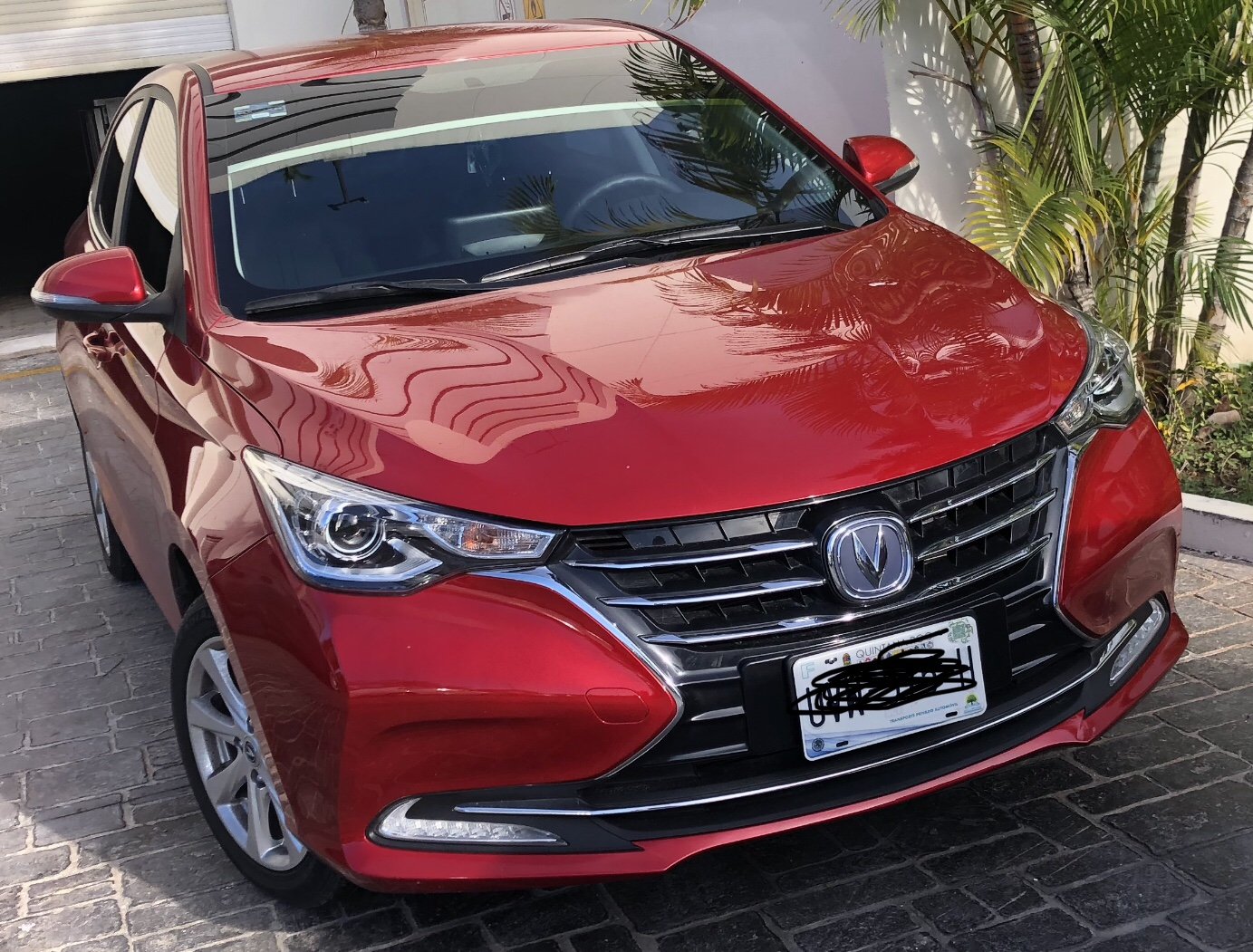
meksykański Changan Alsvin III

Changan Alsvin III został zaprezentowany po raz pierwszy w 2018 roku.
Po 5 latach od wprowadzenia na rynek rodziny modelowej Alsvin, Changan zdecydował się wycofać ze swojej koncepcji, z czego dwa mniejsze modele Alsvin V3 i Alsvin V5 zastąpił ponownie model nazywający się po prostu Alsvin. Trzecia generacja powstała według nowej koncepcji stylistycznej firmy w stylu większego Eado, wyróżniając się bardziej awangardową stylistyką bogatą w ostre przetłoczenia, wyraźnie zarysowane linie nadwozia i duże, strzeliste reflekotry współgrające z obszernym wlotem powietrza w stylu klepsydry. Ponownie zaoferowano wyłącznie wersję sedan.
W gamie dostępnych jednostek napędowych znalazły się dwa wolnossące czterocylindrowe silniki benzynowe. Pierwszy, o pojemności 1,4 litra rozwinął 101 KM, a drugi 1,5 litrowy - 107 KM. Połączono je z 5-stopniową przekładnią manualną lub 5-biegową dwusprzęgłową automatyczną.

### Sprzedaż
Trzecia generacja Changana Alsvin powstała jako konstrukcja o globalnym zasięgu rynkowym, będąca elementem ekspansji chińskiego producenta stale rozwijającego swoje operacje poza rodzimymi Chinami. W pierwszej kolejności samochód zadebiutował jednak na wewnętrznym rynku w sierpniu 2018 i pozostał tam obecny w lokalnej sprzedaży przez kolejne 3 lata. W 2021 roku poszerzono zasięg rynkowy o Pakistan i kraje Ameryki Łacińskiej jak Chile, z kolei w 2023 roku pojazd poszerzył portfolio Changana w Rosji. Pojazd wzbogacił jeszcze ofertę irańskiego Farda Motors jako Farda 511.

### Silniki
- R4 1.4l 101 KM
- R4 1.5l 107 KM